# Gran Premi d'Europa del 1997
El Gran Premi d'Europa de la temporada 1997 va ser disputat al circuit de Xerès el 26 d'octubre del 1997.

## Resultats de la cursa
| Pos | No | Pilot                 | Equip                 | Voltes | Temps/ Retirada  | Pos. de sortida | Punts |
| --- | -- | --------------------- | --------------------- | ------ | ---------------- | --------------- | ----- |
| 1   | 9  | Mika Häkkinen         | McLaren - Mercedes    | 69     | 1h 38' 58. 2     | 5               | 10    |
| 2   | 10 | David Coulthard       | McLaren - Mercedes    | 69     | + 1.654 s        | 6               | 6     |
| 3   | 3  | Jacques Villeneuve    | Williams - Renault    | 69     | + 1.803 s        | 1               | 4     |
| 4   | 8  | Gerhard Berger        | Benetton-Renault      | 69     | + 1.919 s        | 8               | 3     |
| 5   | 6  | Eddie Irvine          | Ferrari               | 69     | + 3.789 s        | 7               | 2     |
| 6   | 4  | Heinz-Harald Frentzen | Williams - Renault    | 69     | + 4.537 s        | 3               | 1     |
| 7   | 14 | Olivier Panis         | Prost - Mugen - Honda | 69     | + 1' 07.145 min. | 9               |       |
| 8   | 16 | Johnny Herbert        | Sauber - Petronas     | 69     | + 01' 13.0 min.  | 14              |       |
| 9   | 23 | Jan Magnussen         | Stewart - Ford        | 69     | + 1' 17.487 min. | 11              |       |
| 10  | 15 | Shinji Nakano         | Prost - Mugen - Honda | 69     | + 1' 18.215 min. | 15              |       |
| 11  | 12 | Giancarlo Fisichella  | Jordan - Peugeot      | 68     | + 1 Volta        | 17              |       |
| 12  | 19 | Mika Salo             | Tyrrell - Ford        | 68     | + 1 Volta        | 21              |       |
| 13  | 7  | Jean Alesi            | Benetton - Renault    | 68     | + 1 Volta        | 10              |       |
| 14  | 17 | Norberto Fontana      | Sauber - Petronas     | 68     | + 1 Volta        | 18              |       |
| 15  | 21 | Tarso Marques         | Minardi - Hart        | 68     | + 1 Volta        | 20              |       |
| 16  | 18 | Jos Verstappen        | Tyrrell - Ford        | 68     | + 1 Volta        | 22              |       |
| 17  | 20 | Ukyo Katayama         | Minardi - Hart        | 68     | + 1 Volta        | 19              |       |
| Ret | 5  | Michael Schumacher    | Ferrari               | 47     | Col·lisió        | 2               |       |
| Ret | 1  | Damon Hill            | Arrows - Yamaha       | 47     | Caixa canvi      | 4               |       |
| Ret | 11 | Ralf Schumacher       | Jordan - Peugeot      | 44     | Pèrdua de aigua  | 16              |       |
| Ret | 22 | Rubens Barrichello    | Stewart - Ford        | 30     | Caixa canvi      | 12              |       |
| Ret | 2  | Pedro Diniz           | Arrows - Yamaha       | 11     | Accident         | 13              |       |

## Altres
- Pole: Jacques Villeneuve 1' 21. 072
- Volta ràpida: Heinz-Harald Frentzen 1' 23. 135 (a la volta 30)